# Johan van Zyl
Pour les articles homonymes, voir van Zyl.
Pas d'image ? Cliquez ici

a Compétitions nationales et continentales officielles uniquement.

Dernière mise à jour le 17 février 2019.
 Johan van Zyl, né le 11 novembre 1980 à Lutzville (Afrique du Sud), est un joueur sud-africain de rugby à XV évoluant au poste de deuxième ligne. 

## Biographie
Johan van Zyl débute sous les couleurs de la Western Province en 2002, puis change de province chaque année jusqu’en 2005. En 2004, il fait partie du squad des Stormers qui disputent le Super 12 mais n’est inscrit qu’une seule fois sur une feuille de match et n’entre pas en jeu. L’année suivante, il entre chez les Sharks et dispute une seule rencontre contre les Hurricanes à Durban. Il quitte ensuite l’Afrique du Sud pour la France et s’engage sous les couleurs du CA Brive où il est devenu titulaire (plus d'une soixantaine de matches disputés depuis son arrivée).